# ケヴィン・デュークス
ケヴィン・デュークス（Kevin Dukes、1956年 - ）は、アメリカのギタリスト。
ミシシッピ州ナチェズ出身。デュークスは、1970年代後半、ロサンゼルスに移る前に、南ミシシッピ大学で音楽理論と作曲を専攻していた。ジャクソン・ブラウン、ビリー・ジョエル、ドン・ヘンリー、ボズ・スキャッグス、シャナイア・トゥエイン、マーク・コーン、ジョン・フォガティ、ピーター・セテラらとツアーや共演を重ねてきた。 
スタジオ・ミュージシャンとして、デュークスはケリー・クラークソン、P!NK、リリー・アレン、ドリー・パートン、ドン・ヘンリー、ジョー・ウォルシュ、ジャクソン・ブラウン、ビリー・ジョエル、トム・ペティ、ジュース・ニュートン、サラ・エヴァンス、マイケル・ボルトン、シカゴなどのレコーディングに貢献している。デュークスは『プリティ・イン・ピンク/恋人たちの街角』『デイズ・オブ・サンダー』『ステイン・アライブ』『マイケル』『スターゲイト』『ザ・マペッツ』『ザ・シンプソンズ』『スタートレック』など、数多くの映画やテレビのサウンドトラックに参加。ソングライティングのクレジットには、音楽出版社アリスタ、RCA、BMG、ソニー・ユニバーサルのための、ジョニー・アリディ、ジョン・ファンナム、シカゴ、メレディス・ブルックス、ドン・モーエンによるレコーディングが含まれる。
演奏およびレコーディング・ミュージシャンとしての仕事に加えて、デュークスは楽器メーカーと協力して、ギター、アンプ、エフェクト・ペダル、デジタル・モデリング・デバイス、ギター・サンプリング・ライブラリーにも取り組んでいる。彼は現在、個人スタジオで楽曲の制作・録音を行っている。